# Cephalodromia xanthogramma
Cephalodromia xanthogramma is een vliegensoort uit de familie van de Mythicomyiidae. De wetenschappelijke naam van de soort is voor het eerst geldig gepubliceerd in 1938 door Hesse, oorspronkelijk geplaatst in het geslacht Platypygus.